# Norma Winstone

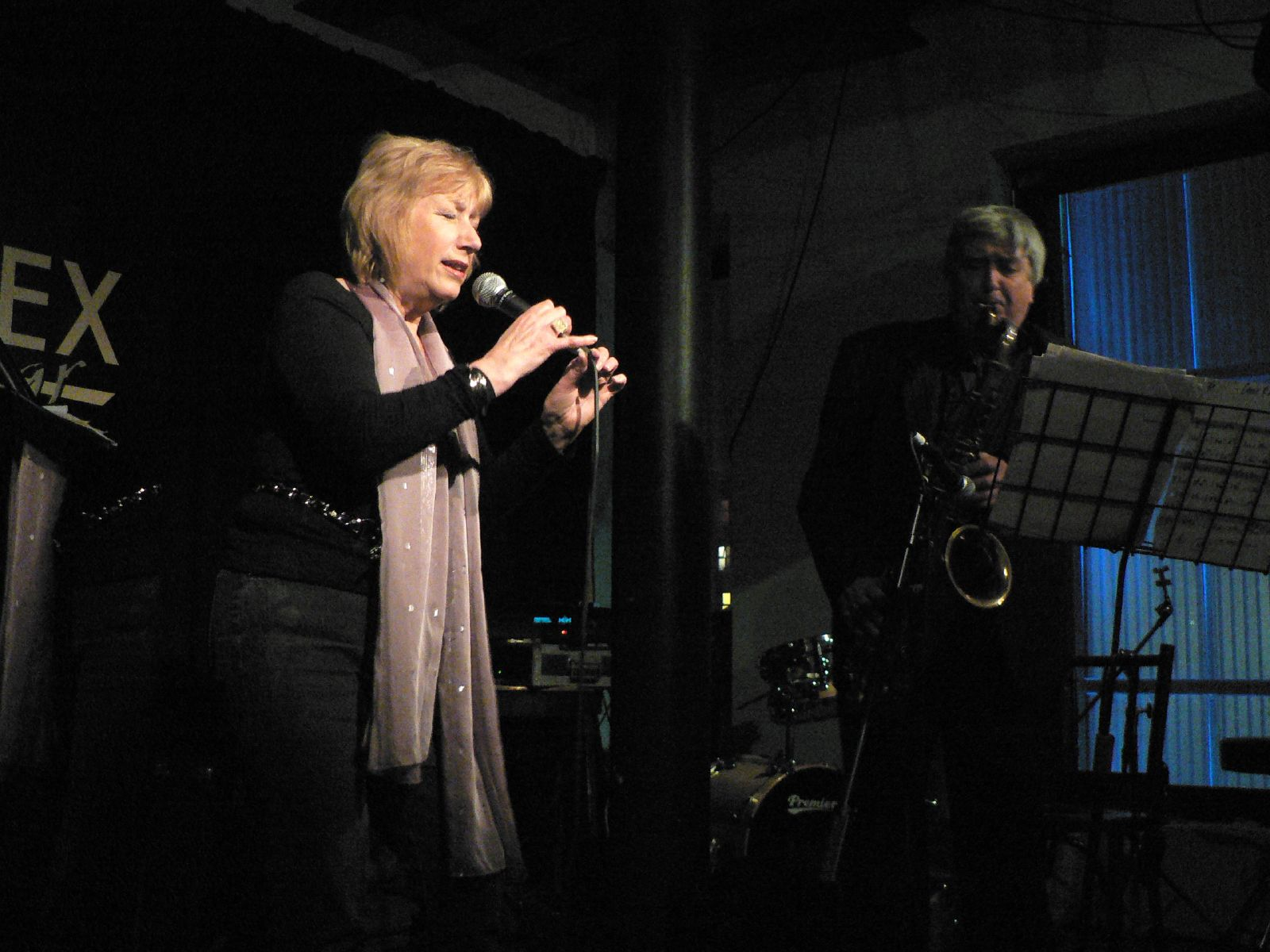
Norma Winstone 2007

Norma Ann Winstone (* 23. September 1941 in London) ist eine britische Jazz-Sängerin und -Hochschullehrerin. Sie gilt als „Grande Dame“ des europäischen Jazz-Gesangs.

## Leben und Schaffen
Als Stipendiatin des Londoner Trinity College of Music studierte Winstone drei Jahre lang Klavier und Orgel. Sie begann bereits in den 1950er Jahren zu singen; im Alter von 17 Jahren arbeitete sie semiprofessionell mit einer Tanzband unter der Leitung von Al Dukardo. In der ersten Hälfte der 1960er Jahre trat sie mit dem Schlagzeuger Ted Humphrey auf, den sie 1962 heiratete. Mitte der 1960er Jahre arbeitete sie als Jazzsängerin, zunächst bei John Stevens, Mike Carr und im New Jazz Orchestra von Neil Ardley. Mit wortlosen Improvisationen trat sie erstmals bei Michael Garrick auf, wo sie 1968 einen Saxophonisten ersetzte. Aufsehen bei der Kritik erregte sie 1968 in Ronnie Scott´s Club, wo sie mit Rahsaan Roland Kirk auftrat. Sie war bei Michael Gibbs, Ian Carrs Nucleus und John Dankworth tätig.
1971 wurde sie vom Melody Maker als beste Jazzsängerin ausgezeichnet, was dazu führte, dass sie ihr erstes Album unter eigenem Namen, „Edge of Time“, aufnehmen konnte (u. a. gemeinsam mit  John Surman, Alan Skidmore, Kenny Wheeler und  John Taylor, den sie 1972 heiratete). Anschließend gehörte sie für mehrere Jahre der Mike-Westbrook-Band an. 1977 begründete sie mit John Taylor und dem Trompeter Kenny Wheeler die Gruppe Azimuth, die von der Londoner Times als die phantasievollste und interessanteste Chamber Jazz-Band weltweit bezeichnet wurde.
In den 1980ern war sie Mitglied des Gesangsquartetts Vocal Summit (mit Jay Clayton, Urszula Dudziak und Michele Hendricks). Weiterhin nahm sie als Gastsolistin mit Urs Leimgruber und John Wolf Brennan auf und tourte mit Ian Carrs Orchestra UK. 1994 arbeitete Winstone mit Tony Coe zusammen und trat mit dem London Jazz Orchestra auf. Im folgenden Jahr gründete sie die Band New Friends (mit Anthony Kerr und John Parricelli), die sich später mit Paul Clarvis zum Quintett erweiterte. Weiterhin arbeitete sie mit Taylor im Duo, aber auch in Azimuth und sang in einem Trio mit dem Pianisten Steve Gray und dem Kontrabassisten Chris Laurence.
Ihre Stimme ist bedeutender Bestandteil von Wheelers „Music for Large and Small Ensembles“, die unter Mitwirkung von John Abercrombie, Dave Holland, Peter Erskine und John Taylor eingespielt wurde. Außerdem hat sie zu Aufführungen von Werken von Fred Hersch, John Surman und Jimmy Rowles beigetragen und mehrfach mit der NDR-Big Band konzertiert (etwa 2006 in einem Projekt mit Colin Towns, der sie 1999 an seinem eigenen Album Dreaming Man with Blue Suede Shoes beteiligte). Sie schrieb Texte zu Kompositionen von Ralph Towner, Egberto Gismonti und Steve Swallow.
Jenseits des Jazz machte sich Winstone als Interpretin der Cabaret Songs des britischen Komponisten Benjamin Britten und durch ihre Arbeit für die Netherlands Opera einen Namen. Sie ist eine virtuose und vielseitige Sängerin, die große Intervalle bewältigt und genauso flüssig wie jedes Instrument improvisiert. Sie war viele Jahre als Hochschullehrerin an der Royal Academy of Music tätig, die sie 2013 zum Honorary Member ernannte.

## Preise und Auszeichnungen
Für ihre Verdienste um die Musik wurde Winstone 2007 zum Mitglied des Order of the British Empire ernannt. Im Jahr 2001 gewann sie den Titel „Best Vocalist“ beim BBC Jazz Award. Für 2009 wurde ihr der Jazzahead-Skoda-Award 2009 zugesprochen. Ihr 2007 gemeinsam mit Glauco Venier und Klaus Gesing eingespieltes Album Distances wurde 2009 für einen Grammy nominiert.
Bei den britischen Parliamentary Jazz Awards gewann sie 2015 in der Kategorie Jazz Vocalist of the Year. Im gleichen Jahr verlieh ihr die British Academy of Songwriters, Composers and Authors den Gold Badge of Merit. Bei den Jazz FM Awards wurde sie 2017 ebenfalls als Vocalist of the Year ausgezeichnet. Für ihre Verdienste um den Jazz wurde sie bei den Parliamentary Jazz Awards 2021 ausgezeichnet.

## Diskografie (Auswahl)
- Edge of Time (Argo, 1972)
- Norma Winstone / Kenny Wheeler / Paolo Fresu / John Taylor / Paolo Damiani / Tony Oxley: Live at Roccella Jonica (Ismez/Polis Music, 1984)
- Somewhere Called Home (ECM, 1987) mit John Taylor, Tony Coe
- Norma Winstone & John Taylor: In Concert (Enodoc Records, 1999, rec. 1988)[9]
- Fred Hersch & Norma Winstone: Songs & Lullabies (Sunnyside, 2002)
- Chamber Music (EmArcy, 2003), mit Glauco Venier, Klaus Gesing
- Norma Winstone, Stan Tracey Trio, Bobby Wellins: Amoroso... ..Only More So (Trio, 2007)
- Stories Yet to Tell (ECM, 2010) mit Glauco Venier, Klaus Gesing
- Here's a Song for You (Fuzzy Moon Records, 2011), mit Mike Gibbs, Reiner Winterschladen, Christof Lauer & NDR Bigband
- Kenny Wheeler, Norma Winstone & London Vocal Project: Mirrors (Edition Records, 2013)
- Dance Without Answer (ECM, 2014) mit Glauco Venier, Klaus Gesing
- Descansado: Songs for Films (ECM, 2018) mit Glauco Venier, Klaus Gesing, Mario Brunello, Helge Andreas Norbakken
- Norma Winstone, Kit Downes: Outpost of Dreams (ECM, 2024)[10]

## Belege
1. ↑  Archivierte Kopie (Memento vom 22. Januar 2016 im Internet Archive)
2. ↑  The London Gazette, 16 June 2007 Supplement: 58358, S. 23
3. ↑  Nicht nur von der Queen geehrt: Norma Winstone
4. ↑  Škoda-Award geht an John McLaughlin. In: Neue Musikzeitung. 12. März 2010, abgerufen am 21. Dezember 2020.
5. ↑  grammy.com:Norma Winstone
6. ↑  Jazz Vocalist of the Year: Norma Winstone MBE, prsformusic.com, abgerufen am 9. Februar 2021
7. ↑  Jazz FM 2017 Vocalist of the Year, jazzfmawards.com, abgerufen am 9. Februar 2021
8. ↑  Recipients Announced for 2021 Parliamentary Jazz Awards. All Party Parliamentary Jazz Appreciation Group, 26. Juli 2021, abgerufen am 27. November 2020 (englisch).
9. ↑  wiederaufgelegt unter gleichem Titel von Sunnyside (2020)
10. ↑  Werner Stiefele: Outpost Of Dreams Norma Winstone, Kit Downes. In: Rondo. 13. Juli 2024, abgerufen am 17. Juli 2024.

| Personendaten    | Personendaten                                  |
| ---------------- | ---------------------------------------------- |
| NAME             | Winstone, Norma                                |
| ALTERNATIVNAMEN  | Winstone, Norma Ann                            |
| KURZBESCHREIBUNG | britische Jazz-Sängerin und -Hochschullehrerin |
| GEBURTSDATUM     | 23. September 1941                             |
| GEBURTSORT       | London                                         |